# Ambohibary (Antsirabe II)
Ambohibary – gmina (kaominina) na Madagaskarze, w regionie Vakinankaratra, w dystrykcie Antsirabe II. W 2001 roku zamieszkana była przez 51 629 osób. Siedzibę administracyjną stanowi miejscowość Ambohibary.